# 雙俠
《双侠》 是1971年張徹導演的香港功夫片，由姜大衛、狄龙領銜主演；故事讲述武林人士为了救出被金王阿骨打被囚禁的康王赵构，而纷纷为国捐躯的故事。

## 劇情簡介
一些江湖人士听说康王被囚禁，并且众位豪侠认为只有康王赵构才能统治宋国，于是这些豪侠中，为首的鲍廷天等人决定救出康王。
与此同时，武功高人万天魁和金人勾结，并且还有“金木水火土”的五个强大的部下，而万天魁和其五个部下自然是让解救康王的义士们付出了重大的牺牲。
不过他们并不会因此而放弃，并且通过一些人的调查，得知被金国国王囚禁的康王的地点。但是通往那个地方，只有一座废弃的破桥。
而就在这个时候，他们想起了会轻功但是人品不好的严律仁。于是余下的江湖豪杰们决定去请这个人。
虽说令鲍廷天没想到的是，严律仁和金人勾结，但是他却意外的遇到了严律仁的师弟，充满正义感，杀死了自己师兄的边幅。
听完了鲍廷天的话，边幅于是决定和他一起去救康王。
虽说经过了众人的努力，他们终于救出来康王，但是除了鲍廷天之外，其他的江湖豪侠纷纷的为国捐躯。
而他们的这些行为，自然是受到了金王的肯定……

## 演员
- 姜大卫 饰 边幅（严律仁师弟，为了救康王而死。）
- 狄龙 饰 鲍廷天
- 陈星 饰 金太子
- 谷峰 饰 万天魁（和金人狼狈为奸的武林人士，后被边福杀死。）
- 王钟 饰 高逊(武林人士，为了让鲍廷天接近金太子，于是死于苦肉计中。)
- 王光裕 饰 容富（武林人士，为了救康王而死。）
- 唐炎灿 饰 容义（武林人士，为了救康王而死。）
- 郑雷 饰 徐大侠（武林人士，为了救康王而死。）
- 陈凤镇 饰 郑大侠
- 刘刚 饰 马义士
- 游龙 饰 赵构
- 冯淬帆 饰 严律仁
- 劉丹 饰 金天神和晁大侠
- 杨斯 饰 混江龙
- 杨泽霖 饰 雷火
- 陈全 饰 土木双妖之一
- 刘家荣 饰 土木双妖之一
- 王青 饰 万手下

## 相關連結
- 豆瓣电影上《双侠》的资料 （页面存档备份，存于）
- 互联网电影数据库（IMDb）上《双侠》的资料（英文）